# 决裂
《决裂》是文化大革命时期李文化执导的电影，于1976年元旦上映。

## 历史
1958年，江西共产主义劳动大学总校（简称“共大”，1968年更名为江西共产主义劳动大学，1980年更名为江西农业大学）创办。1961年7月30日，共大成立3周年，毛泽东给共大写下一封公开信（后被称为“七·三〇指示”）。1965年中宣部全文转发此信。共大即《决裂》中共产主义劳动大学的原型。
于1976年元旦上映。当时的评论文章认为，《决裂》适时地参加到教育革命的大辩论中，“有力地批驳了教育界的奇谈怪论，回击了那股向无产阶级文化大革命反攻倒算的右倾翻案风，起到了鼓舞人心的战斗作用。”怀仁堂政变后，李文化被审查批判主要是因为他拍了影片《反击》，《决裂》没有被划入阴谋电影。1979年，《人民日报》发表了批判《决裂》的文章《影片〈决裂〉是什么货色？》。

## 评价
李文化、郭振清、葛存壮三人后来对《决裂》表达了有限的肯定。中国人民大学文学院教授潘天强对该片持负面态度，认为《决裂》完全扭曲了共大“因地制宜，分级办学”的模式。